# FLUX - Snodo d'oro

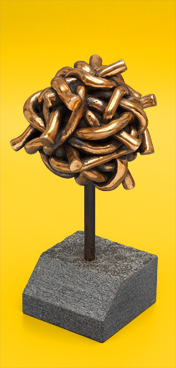
Il premio FLUX

FLUX - Snodo d'oro (in francese FLUX - Nœud de communication d'or, in tedesco FLUX - Goldener Verkehrsknoten) è un premio assegnato annualmente dall'associazione AutoPostale Svizzera, e patrocinato dall'Unione dei trasporti pubblici, al nodo d'interscambio giudicato più efficiente per l'utenza.

## Elenco
2007
- Tema: "Qualità e innovazione per un trasporto pubblico interessante"[1]
- Vincitore: stazione di Visp
- Nomine: stazione di Coira, stazione di Mellingen-Heitersberg, stazione di Stans, stazione di Worb

2008
- Tema: "Potenziale di sviluppo economico"[1]
- Vincitore: stazione di Baden
- Nomine: stazione di Baar, stazione di Interlaken-Ost, stazione di Worblaufen

2009
- Tema: "Inter e multimodalità, mobilità combinata"[1]
- Vincitore: stazione di Frauenfeld
- Nomine: stazione di Delémont, stazione di Dornach-Arlesheim, aeroporto di Zurigo

2010
- Tema: "Di notte"[1]
- Vincitore: stazione di Horgen
- Nomine: Barfüsserplatz di Basilea, Bellevueplatz a Zurigo

2011
- Tema: "Traffico lento"[1]
- Vincitori: stazione di Renens e stazione di Wil
- Nomine: stazione di Burgdorf, stazione di Riazzino, stazione di Soletta

2012
- Tema: "Informazioni alla clientela"[1]
- Vincitore: aeroporto di Zurigo
- Nomine: stazione di Sargans, stazione di Sion, stazione di Winterthur

2013
- Tema: "Località portuali"[2][1]
- Vincitore: snodo di Interlaken Est
- Nomine: Flüelen, Romanshorn, Rorschach, Wädenswil

2014
- Tema: "Miglior sistema di trasporto pubblico in una località turistica di montagna"[3][1]
- Vincitore: Scuol-Tarasp
- Nomine: Champéry, Lenzerheide, Nendaz, St. Moritz

2015
- Tema: "Snodo d’interscambio negli agglomerati"[1]
- Vincitore: Wallisellen
- Nomine: Uster, Stettbach, Wädenswil[4]

2016
- Tema: "Snodo d’interscambio di medie dimensioni"[1]
- Vincitore: Delémont
- Nomine: Dornach-Arlesheim, Interlaken Ovest, Wettingen

2017
- Tema: "Snodo turistico con scartamento metrico"[1]
- Vincitore: Château-d'Œx
- Nomine: Arosa, Innertkirchen Grimseltor[5]

2018
- Tema: "Snodo turistico con scartamento metrico al servizio dei pendolari"[1]
- Vincitore: Papiermühle, Ittigen
- Nomine: Bolligen, Flon, Fraubrunnen

2019
- Tema: "Nodo d’interscambio con piano di urbanistica globale"[1]
- Vincitore: San Gallo
- Nomine: Lugano, Zurigo Oerlikon, La Chaux-de-Fonds

2020
- Tema: "Nuovo snodo di trasporto regionale o con traffico RER"[6]
- Vincitore: Fiesch
- Nomine: Châtel-Saint-Denis, Gland

2021
- Tema: "Aumento dello split modale dei trasporti pubblici"[7]
- Vincitore: Rapperswil
- Premio speciale: Grindelwald Terminal
- Nomine: Zurigo Altstetten, Flawil

2022
- Tema: "Nuove stazioni del Léman Express"[8]
- Vincitore: Ginevra Eaux-Vives
- Nomine: Chêne-Bourg, Ginevra Champel, Lancy-Bachet, Lancy Pont-Rouge

2023
- Tema: "Le stazioni del Ticino"[9]
- Vincitore: Bellinzona
- Nomine: Mendrisio, Chiasso

2024
- Tema: "Nodi intermodali regionali"[10]
- Vincitore: Bulle
- Nomine: Altdorf